# Comuna Izvoare, Sîngerei
Comuna Izvoare este o comună din raionul Sîngerei, Republica Moldova. Este formată din satele Izvoare (sat-reședință) și Valea Norocului.

## Demografie
Conform datelor recensământului din 2014, comuna are o populație de 853 de locuitori. La recensământul din 2004 erau 975 de locuitori.

## Administrație și politică
Componența Consiliului local Izvoare (9 consilieri), ales la 5 noiembrie 2023, este următoarea:
|  | Partid                                       | Consilieri | Componență | Componență | Componență | Componență |
|  | -------------------------------------------- | ---------- | ---------- | ---------- | ---------- | ---------- |
|  | Partidul Acțiune și Solidaritate             | 4          |            |            |            |            |
|  | Partidul „Renaștere”                         | 2          |            |            |            |            |
|  | Partidul Socialiștilor din Republica Moldova | 2          |            |            |            |            |
|  | Partidul Nostru                              | 1          |            |            |            |            |